# Huntingdon (Inglaterra)
Huntingdon é uma cidade no condado de Cambridgeshire, Ânglia Oriental, Inglaterra. Foi elevada a cidade no tempo de João de Inglaterra. É conhecida por ser o local de nascimento de Oliver Cromwell.
A cidade foi representada na Câmara dos comuns pelo antigo Primeiro Ministro John Major, de 1979 a 2001.